# 鰭尾夢角鮟鱇
鰭尾夢角鮟鱇，為輻鰭魚綱鮟鱇目棘茄魚亞目夢角鮟鱇科的其中一種。分布於印度西太平洋區的印尼海域，屬深海魚類，棲息深度約1000至1400公尺，前肢具有一些末梢部的分支；中間的附肢呈現出一個短絲狀突起的簇；後肢非絲狀，背鰭軟條6枚；臀鰭軟條4枚，體長可達3公分。

## 扩展阅读
維基物種上的相關：鰭尾夢角鮟鱇